# ونوگپلپورم
ونوگپلپورم (به انگلیسی: Venugopalpuram) یک روستا در هند است که در آندرا پرادش واقع شده‌است.

## خصوصیات
ونوگپلپورم ۱۷٫۰۷۰۰ متر بالاتر از سطح دریا واقع شده‌است.